# یکراگ
یکراگ (به لاتین: Yekrag) یک منطقهٔ مسکونی در روسیه است که در داغستان واقع شده‌است.